# Barra da Tijuca (Album)
Barra da Tijuca (benannt nach dem Stadtteil von Rio de Janeiro) ist das Debütalbum von Matt Roehr, dem Gitarrist der Böhsen Onkelz. Es erschien am 26. Oktober 2007 über sein eigenes Label Gonzomusic Record Co und wird von Intergroove vertrieben.

## Inhalt und Produktion
Das Album ist dem Genre Hard Rock zuzuordnen, enthält aber auch Elemente verschiedener Musikrichtungen, wie Jazz, Blues und Funk.
Matt Roehr produzierte Barra da Tijuca und schrieb auch die Texte selbst. Das Album wurde von März bis Mai 2007 in den AR Studios in Rio de Janeiro und den Criteria Studios in Miami aufgenommen. Unterstützt wurde er von den Musikern Charlie Huhn (Vocals, u. a. Gary Moore, Ted Nugent, Victory), Glaucio Ayala (Drums, u. a. Engenheiros do Hawaii, Linox), Marcelo Linhares (Bass) und Stephan Weiler (Gastspieler am Keyboard der Böhsen Onkelz).

## Covergestaltung
Das Albumcover zeigt im rechten unteren Teil einen gemalten, braunen Gitarrenhals. Im linken Teil des Bildes sind lila und dunkelgrüne Farbkleckse zu sehen. Mittig im Bild befinden sich der schwarze Schriftzug Matt Roehr sowie der Titel Barra da Tijuca in Rot. Der Hintergrund ist in orangen Farbtönen gehalten.

## Titelliste
| #  | Titel                    | Länge |
| -- | ------------------------ | ----- |
| 1  | Just Be Yourself         | 4:27  |
| 2  | Best Day of My Life      | 4:31  |
| 3  | Sarcastic Gutter Blues   | 3:55  |
| 4  | I Ain’t Around No More   | 4:53  |
| 5  | Garbage Man              | 4:10  |
| 6  | Made to Last             | 4:27  |
| 7  | Master of Destruction    | 4:43  |
| 8  | Pawn Shop                | 4:25  |
| 9  | Come Back (Another Time) | 5:00  |
| 10 | Hasta un Cualquier Dia   | 3:28  |
| 11 | Wheel of Fortune         | 5:23  |
| 12 | Barra da Tijuca          | 6:16  |

## Chartplatzierungen und Singles
Barra da Tijuca stieg am 9. November 2007 auf Platz 54 in die deutschen Charts ein und verließ die Top 100 in der folgenden Woche wieder.
Als Single wurde das Lied Hasta un Cualquier Dia ausgekoppelt, das sich nicht in den Charts platzieren konnte.

## Rezeption
| Professionelle Bewertungen | Professionelle Bewertungen |
| -------------------------- | -------------------------- |
| Kritiken                   |                            |
| Quelle                     | Bewertung                  |
| Metal Hammer               | [ 5 ]                      |
| metalnews.de               | [ 6 ]                      |
| rocktimes.de               | [ 7 ]                      |

- Das Portal metalnews.de bewertete das Album mit fünf von sieben möglichen Punkten:

„Hier wird ganz frech und frei von der Leber weg gerockt und zwar komplett ohne Scheuklappen. So werden bluesige, jazzige, funkige, lateinamerikanische Folklore und und und verbraten, dass einem schon schwindelig werden kann. […] „Barra Da Tijuca“ ist kein neues ONKELZ-Album, aber das hat sicher auch niemand von dem Mann erwartet, der seit über zwei Jahren Werbung dafür macht, genau das nicht tun zu wollen. Es ist einfach ein cooles, weltoffenes Rock-Album [mit Teils starker Ami-Schlagseite], das sich fürs Cocktail schlürfen in Strandbars oder Lounges oder auch einfach als entspannte Hintergrund-Musik ohne jeglichen Anflug von Schwermut nur so anbietet!“

- Vom Portal powermetal.de erhielt Barra da Tijuca eine positive Bewertung:

„Roehr beschränkt sich auf lässigen Mainstream-Rock mit starker Tendenz zum klassischen amerikanischen Radiosound. Coole Gitarren, kleine Ausflüge in Richtung Jazz und Blues und ein unheimlich entspannter Klang sorgen für Erstaunen, bisweilen auch Verblüffung. Der Gitarrist versprüht ein wahres Feuerwerk an schmissigen Melodien. […] "Barra Da Tijuca" entwickelt sich dabei immer stärker zu einem typischen Gitarrenalbum voller Varianten- und Ideenreichtum, ohne dabei zum persönlichen Egotrip des Protagonisten zu werden. Roehr glänzt mit spontan anmutendem Spiel, frechen Riffs, coolen Licks und interessanten lateinamerikanischen Einflüssen.“